# زقورة عقرقوف
زقورة عقرقوف وهي زقورة تَقع في العراق، قرب العاصمة بغداد، وكانت معلم إحدى المُدن في جنوب بلاد وادي الرافدين بالقرب من التقاء نهري دِجلة وديالى على بعد 30 كيلو متر (19 ميل) من غرب مركز بغداد، ولقد تأسست من قبل ملك الكيشين كوريغالزو الأول في القرن الرابع عشر قبل الميلاد، وكانت تُعتبر عاصمة الكيشين وأنتهت أهميتها بعد سقوط سلالة الكيشين، وتحتوي الزقورة على المعابد المكرسة لآلهة السومريين فضلاً عن القَصر الملكي، وليس من السهل الحفاظ عليها من اثار التقادم الزمني والاندثار، ويبلغ أرتفاع الزقورة نحو 170 قدم (52 م).

## التاريخ

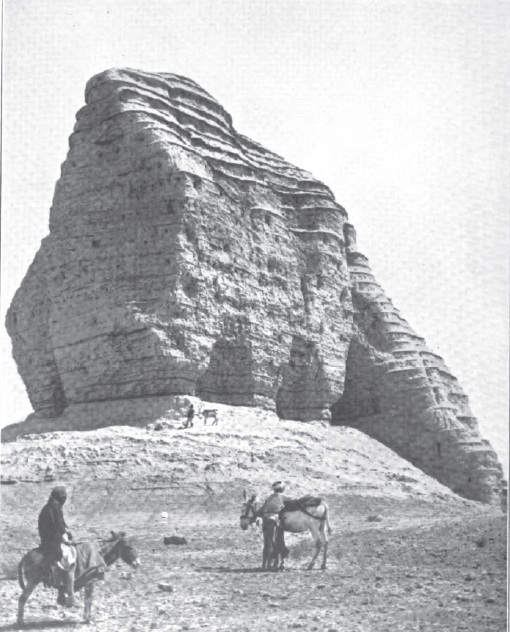
زقورة عقرقوف عام 1915.

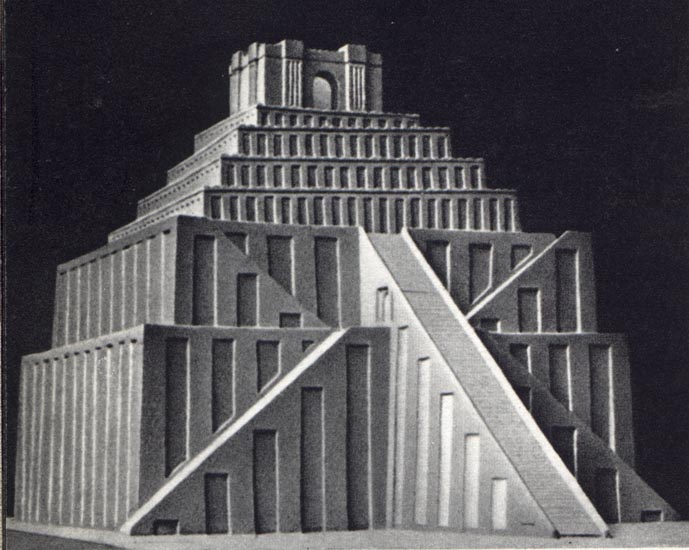
شكلة تخيلي للزقورة قبل أن تتأثر بعوامل الزمن.

يعود تاريخ تأسيس الزقورة إلى ملك الكيشين كوريغالزو الأول في أواخر القرن الخامس عشر وأوائل القرن الرابع عشر قبل الميلاد، وتَقع الزقورة على طول تلال كلسة بين الشرق والغرب ونهر دجلة والفرات، وفي القرن الماضي غمرت مياه الفيضان زقورة عقرقوف وسبب الفيضان تحطيم بعض الأجزاء من الزقورة، ولعل مياه الفيضان قد كانت تفيد المدينة سابقا للدفاع والحماية، كما كانت تسقى من نهر عيسى المشهور، الذي كان يسمى في العهود البابلية بـ (قنال انليل)، وكانت الزقورة عاصمة للبلاد في عهد كوريكالزو في العصور القديمة، وبعد سقوط سلالة الكيشين فقدت مكانتها وأحتلت في القرن الثاني عشر قبل الميلاد وتركت وتخلى عنها إلى حد كبير. وأستمر الأستيطان والسكن في مدينة عقرقوف بعد سقوط الدولة الكيشية على يد العيلاميين، حيث أستوطنها الأراميين في عصر دولة بابل الحديثة ويعتقد أنهم هم من أطلقو تسمية عقرقوف، وأعادوا أعمار المدينة من جديد بعض تعرضها إلى هجمات الأشوريين المتكررة، وأستمر الأستيطان فيها حتى العصر العربي الإسلامي حيث أستوطنها المسلمين من القرن الثالث وحتى القرن الثامن عشر وما زال الأستيطان موجوداً إلى حد الآن حيث أن منطقة أبو غريب قريبة على موقع زقورة وتقطن فيها الآن عشائر عربية عراقية.

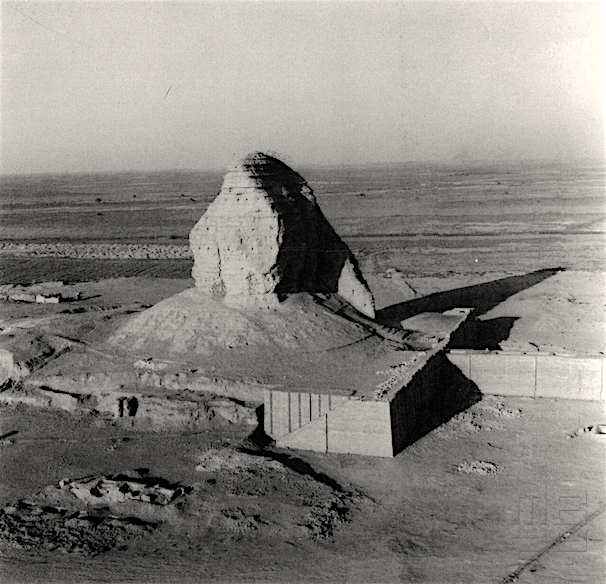
زقورة عقرقوف المرممة جزئيا 1960

في زمن الكيشين كان يحيط الزقورة سور ضخم جداً يقدر بحوالي 225 هكتار (560 فداناً)،  والجوانب خلف السور من الضاحية الشرقية للزقورة كان يتواجد فيها هناك بحيرة من الماء، ويتواجد العديد من التلال حول الزقورة، وتعتبر زقورة عقرقوف من المباني التراثية والتاريخية في المنطقة، والزقورة كانت مُكرسة للإلهة الرئيسية وهم «أنليل» و«نينليل» و«نينورتا»، ولقد تأسست المعابد في الجنوب الشرقي من الزقورة وتَبين من خلال التنقيبات التي أجراها الباحثون الأثريون في بداية عقد الأربعينيات من القرن العشرين أن الملك كوريكالزو الثالث هو مؤسس هذهِ المعابد والتي تتكون من ساحات كبيرة يحيط بها عدد كبير من الحجرات والأورقة والممرات، وأعتماداً على الإدلة الأثرية المكتشفة في هذا الموقع تبين أن هذه المعابد استعملت من قبل الأدوار التي خلفت (الدور الكيشي) وهو العهد الأشوري والعهد البابلي الحديث (1000 ــ 500 ق.م)، ولقد شيد الملوك الكيشيين قصور المدينة المكتشفة في تل أبيض شمال غرب الزقورة وتدل الكتابات المسمارية التي عثر عليها في قصور المدينة بأسم قصور مدينة كويكالزو وتعرض معالم معمارية من مرافق قصور الملوك المهمة وهي ثلاثة أقببة متوازية إلى جانبي كل منها عدد من المخازن المعقودة بهيئة جيوب نصف دائرية، وقاعدة الزقورة مُربعة الشكل تقريباً أبعادها (69 × 67) وتتجه زواياها إلى الجهات الأربع وتميل أوجهها الأربعة عن العامود إلى الداخل بحوالي 9 سم لكل متر من الأرتفاع، وأوجه القاعدة مُغلقة من الخارج بغلاف من الآجر تزينه وتحليه هندسة معمارية على شكل نظام الطلعات والدخلات في أوجهها الأربعة، وتوجد ثلاث سلالم سلم وسطي وسلمان جانبيان يتصلان بها وتؤدي إلى سطح القاعدة المُربعة التي شيدتها المديرية العامة للآثار العراقية.

### الزقورة
بُنيت زقورة عقرقوف في القرن الرابع عشر قبل الميلاد من قبل ملك الكيشين كوريغالزو الأول، وتحتوي الزقورة على مجموعة طبقات وتبدو الطبقات من البوري (حصير القصب) موضوعة في البناء بين كل 8 أو 9 مسافات من اللبن تتخللها ثقوب مربعة كبيرة تنفذ داخل الزقورة والهدف منها التخلص من الرطوبة والمياه التي تصيب الزقورة بين آونة وأخرى.
وكانت الزقورة مركزاً تجارياً لعدة قرون، حيث كانت تمر بها قوافل الأبل والتجارة على الطرق الحديثة، ويعتبر موقع الزقورة أحد المواقع المفضلة للنزهة من قبل العوائل البغدادية خصوصا في العطل ويوم الجمعة، وقد بُني مبنى مَتحف صغير بقربها في عام 1960 وأنشئ لتقديم الخدمات لزوار الموقع وهو الآن مُهمل.
بسبب قرب موقع زقورة عقرقوف إلى العاصمة بغداد، فقد مكنها ذلك من أن تصبح من الأماكن والمواقع العراقية التراثية الأكثر شهرة وزيارة.

## الدراسة والبحث
تم أعطاء وَصف للموقع لأول مرة من قبل كلوديس جيمس ريش في عام 1811، ولقد تم زيارة زقورة عقرقوف في عام 1837 من قبل فرانسيس راودون تشيسيني، وتعرف على أسم زقورة عقرقوف التي كتب عنها هنري رولينسون في منتصف القرن التاسع عشر ميلادي.

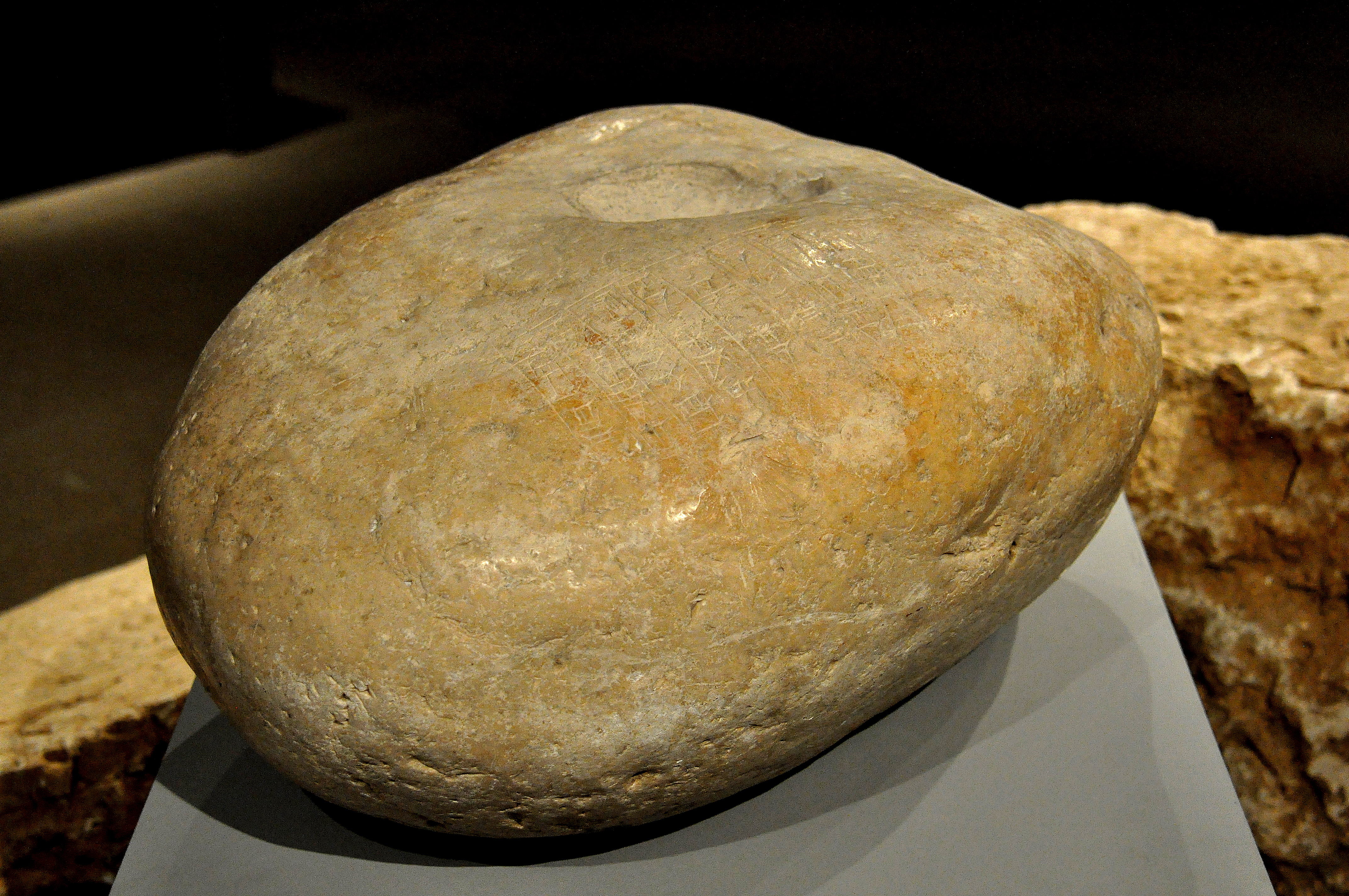
مقبض باب زقورة عقرقوف.

أجريت عمليات حَفر وتنقيب في الأعوام 1942-1945 من قبل الباحث العراقي طه باقر مع الباحث الإنكليزي سيتون لويد وكان العمل مُشترك بين المديرية العامة للآثار العراقية والمدرسة البريطانية للآثار في العراق. وكُشف عن أكثر من 100 لوح مكتوب بالخط المسماري في فترة عهد الكيشين، والألواح موجودة حاليا في قاعات المتحف الوطني العراقي.
وشملت الحفريات والتنقيب، مبنى الزقورة والمعابد الثلاث وجزء من قصر زقورة عقرقوف الثانية، وواصلت المديرية العامة للآثار العراقية القيام ببعض أعمال الحفر حول مبنى الزقورة كجزء من مشروع الترميم والصيانة في عهد الرئيس العراقي السابق صدام حسين، وفي عام 1970 أعيد بناءها في المرحلة الدنيا من الهيكل، المناطق الثلاثة المجاورة إلى زقورة عقرقوف (تتضمن الزقورة والمعابد) والمباني العامة (حوالي 100 متر إلى الجنوب الغربي)، والتل الأبيض كان قصر كبير جداً، وكانت الزقورة مكونة من طبقات من الحصير القصب التي كانت تمسك هيكل البناء لكي لا يَقع، وعُثر على العديد من الأعمال الرئيسية المعروفة حالياً من فترة عهد الكيشين داخل قصر تل الآبيض وموجود هناك في عقرقوف، ولقد تم حَفر وأستكشاف تل أبو شجر من قبل علماء الآثار العراقية ونشرت النتائج.

## الوضع الحالي

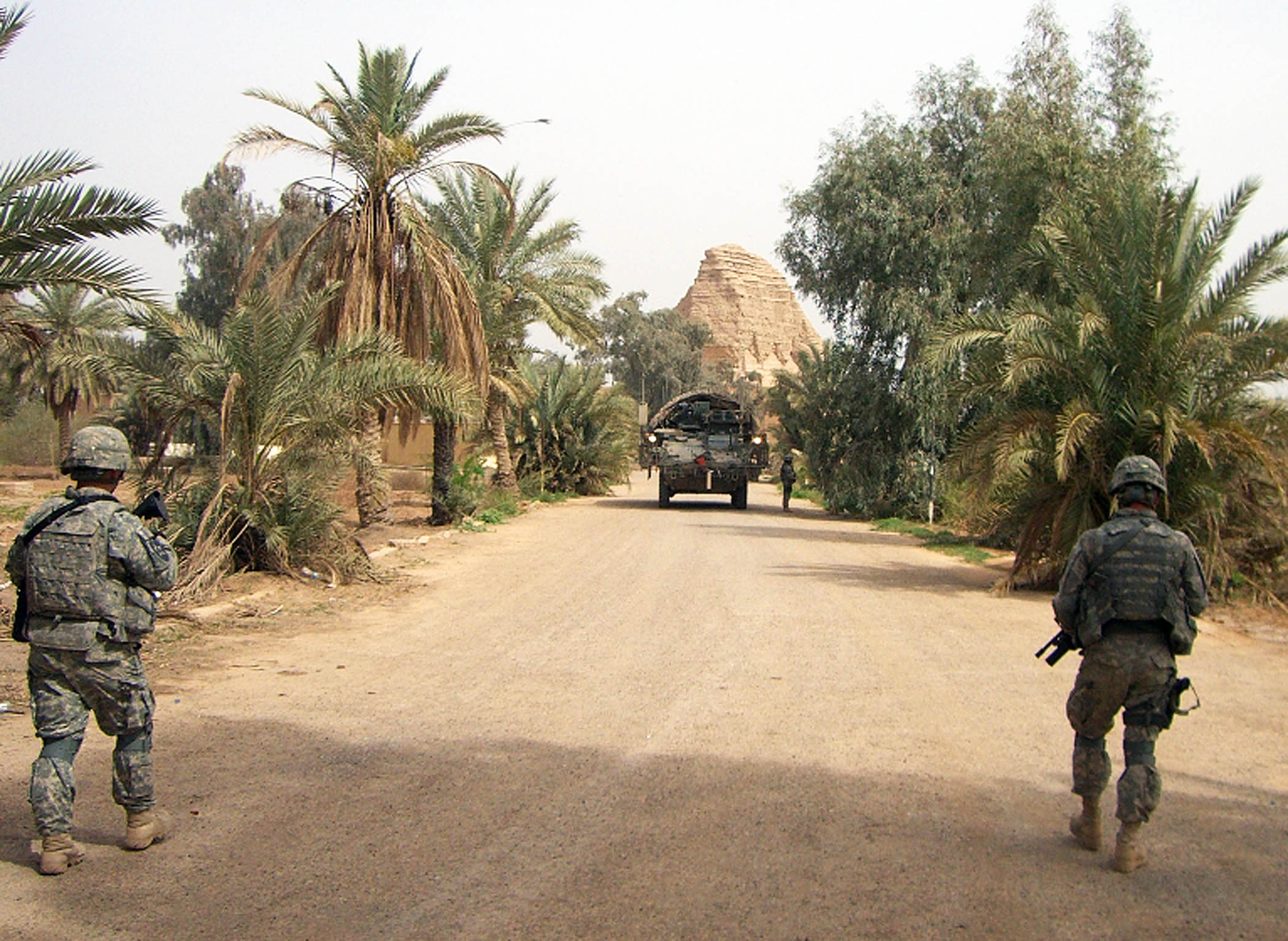
جنود أمريكان في موقع زقورة عقرقوف إبان الأحتلال الأمريكي للعراق

تعاني زقورة عقرقوف حالياً من الأضرار البيئية والزحف العمراني أو التوسع العمراني وقد أدت عوامل طبيعية مثل الأمطار والمياة الجوفية إلى تآكل الزقورة ولحوق الآضرار بها، وخصوصاً على طول الجانب الجنوبي الغربي، ونتيجة لهذا الضرر فأن الزقورة في خطر ومزيد من التدهور وكذلك الأنهيار ما لم يَتخد أجراءات وتدابير وقائية، وتستمر الضواحي والمناطق الصناعية في بغداد على التطوير والتوسع بالقرب من الموقع، وايضاً يوجد التوسع الزراعي على الموقع، وفي عام 1980 كان يوجد مناورات إلى الجيش العراقي مما سُبب في تضرر الزقورة.
تضررت الزقورة من الغزو الأمريكي للعراق وتعرضت للنهب والهمل خلال أنهيار الأمن وانعيام الفوضى التي أعقبت الإطاحة بالنظام العراقي الذي كان يرأسهُ صدام حسين، وبقي القليل من مبنى حديث الإدارة والمتحف والمطعم الذي خدم المتنزهين والطلاب الذين زارو الموقع قبل الحرب، في منتصف عام 2008 صاغ مسؤولون محليون خطط لإعادة بناء الموقع التاريخي، وفي عام 2013 قامت المديرية العامة للآثار العراقية بعملية صيانة زقورة عقرقوف وكانت عملية التأهيل تأتي ضمن فعاليات مشروع بغداد عاصمة الثقافة العربية في عام 2013.

## معرض الصور

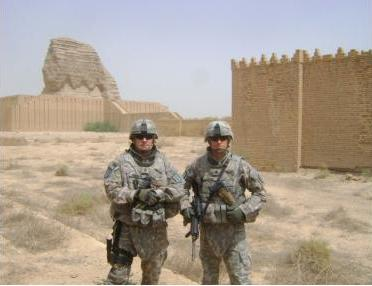
جنديان أمريكيان يلتقطان صورة للذكرى في عام 2008.
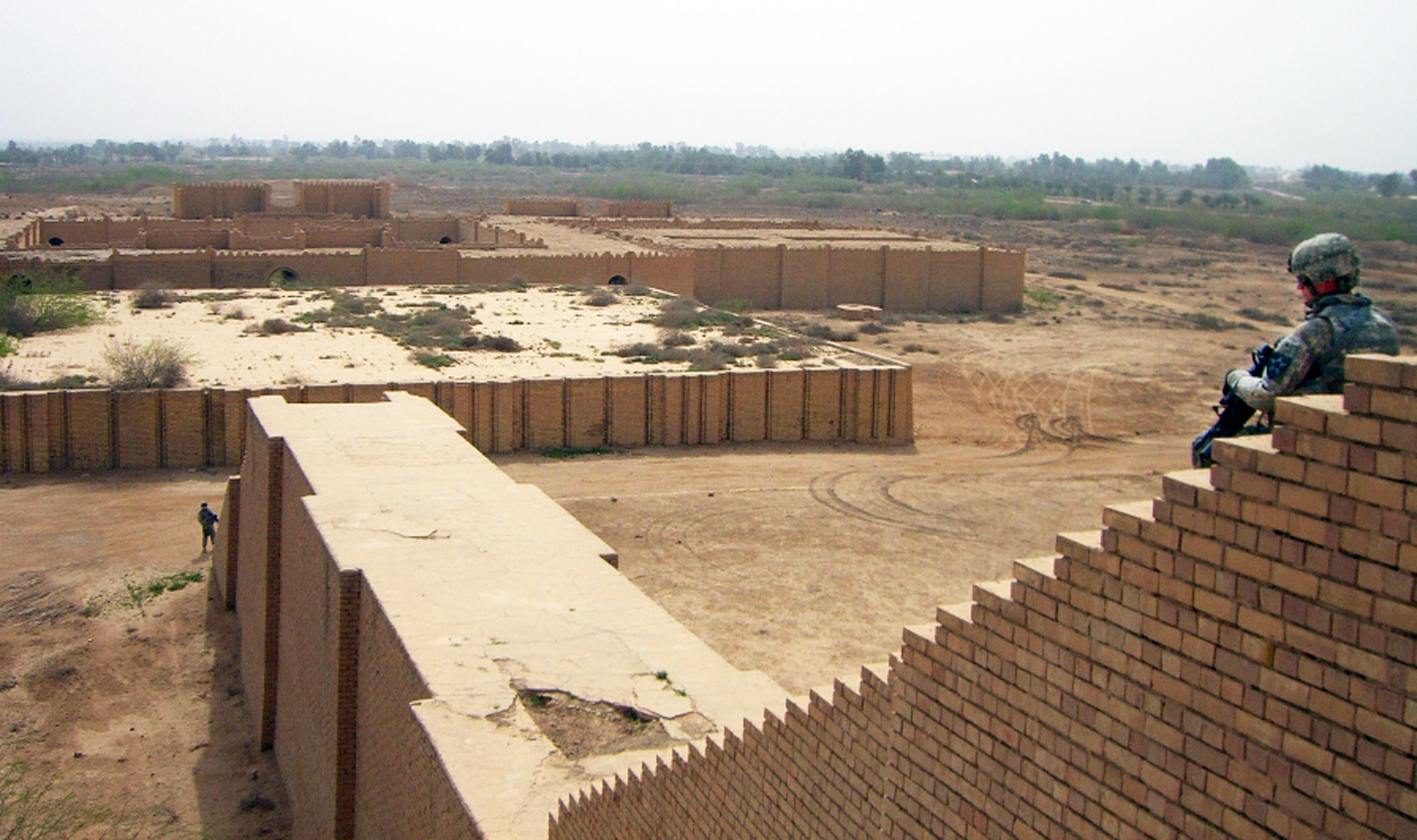
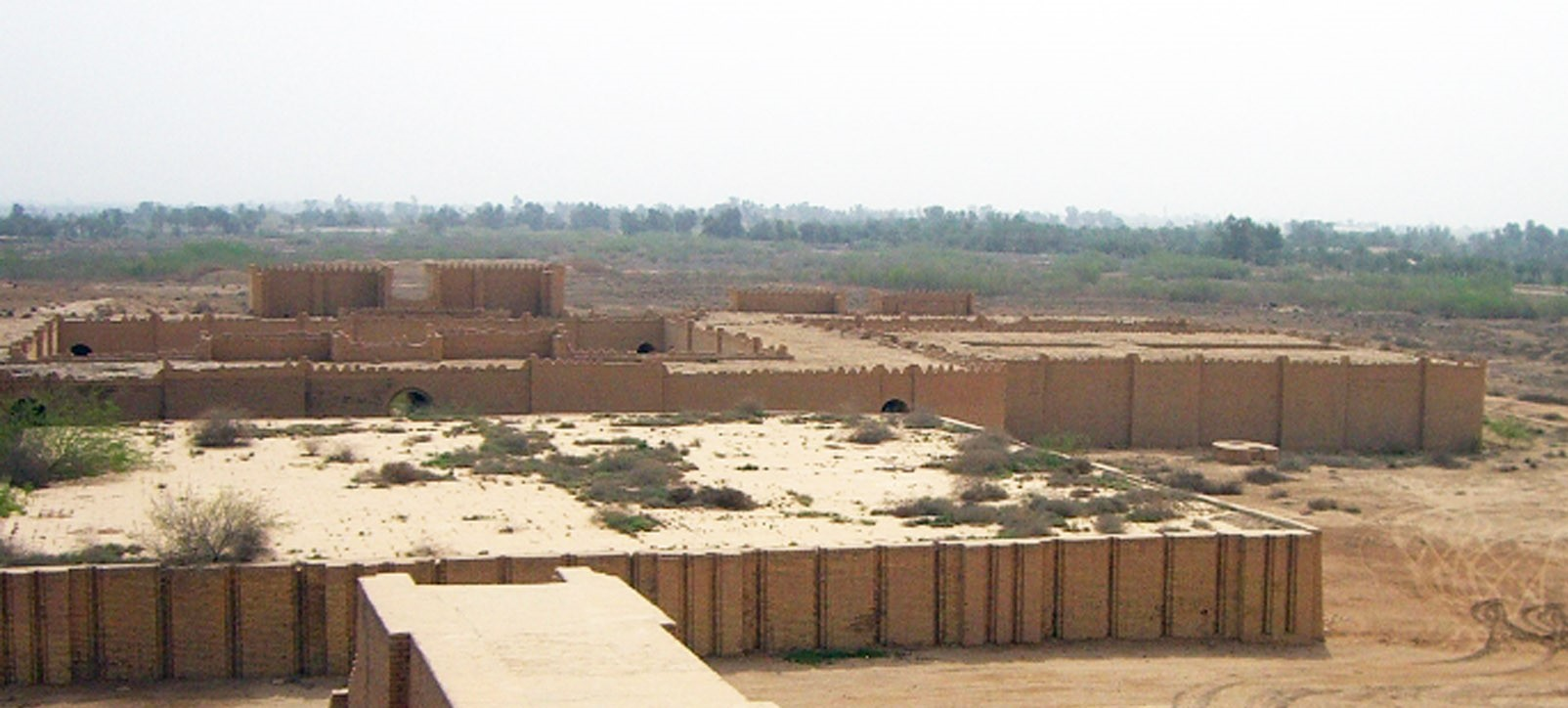
زقورة عقرقوف ويظهر التوسع الزراعي عليها والأهمال والترك 2015.

## قراءة مُتعمقة
- Taha Baqir, Aqar Quf, Directorate General of Antiquities in Baghdad, 1959
- O. R. Gurney, Texts from Dur-Kurigalzu, Iraq, vol. 11, no. 1, pp. 131–149, 1949
- O. R. Gurney, Further Texts from Dur-Kurigalzu, Sumer, vol. 9, pp. 21–34, 1953
- Tomabechi, Yoko. "Wall Paintings from Dur Kurigalzu." Journal of Near Eastern Studies 42 (1983): 123-131.
- Kühne, Harmut. "'Aqar Quf". The Oxford Encyclopedia of Archaeology in the Near East. Oxford, 1997. Vol. I, pp. 156–157.
- A. Al-Khayyat, Aqar Quf. Capitale des Cassites, Dossiers d'Archéologie, no. 103, pp. 59–61, 1986
- T Clayden, Moulded Mud-Brick at Dur Kurigalzu[وصلة مكسورة], Al-Rafidan, vol. 21, pp. 71–83, 2000
- Niek Veldhuis, Kurigalzu'S Statue Inscription نسخة محفوظة 4 مارس 2016 على موقع واي باك مشين., Journal of cuneiform studies, vol. 60, pp. 25–51, 2008
- The Collapse of a Complex State, A Reappraisal of the End of the First Dynasty of Babylon 1683-1597 B.C., Seth Richardson, dissertation, Columbia University, 2002
- The Kassites of Ancient Mesopotamian: Origins, Politics, and Culture, Walter Sommerfield, vol 2 of J. M. Sasson ed. "Civilizations of the Ancient Near East", Charles Scribner's Sons, 1995

## وصلات خارجية
- Centro Ricerche Archeologiche e Scavi di Torino Dur-Kurigalzu page
- Global Heritage Fund has a page for Agar Quf